# スリースポットグラミー
スリースポットグラミー（学名：Trichogaster trichopterus）は、スズキ目オスフロネムス科に分類される魚の一種。東南アジア原産で、他地域にも導入されている。名前は体の両側に2つの斑点があり、目と合わせて3つあるように見える事による。食用としての需要は少ないが、観賞魚として人気があり、養殖もされている。

## 名称
体の両側に2つの班点が並び、目を3番目の班点に見立てて「スリースポット」と呼ばれている。マレーシアでは「ツースポット」グラミーと呼ぶ。「マーブルグラミー」と呼ばれる斑模様の品種、「ブルーグラミー」と呼ばれる青色の品種、「ゴールデングラミー」と呼ばれる黄色の品種、「プラチナグラミー」と呼ばれる白色の品種などが存在する。

## 分布と生息地
中国雲南省からベトナム、ラオス、タイ、カンボジアを経てインドネシアの島々まで分布する。フィリピン、インド、スラウェシ島、トリニダード島などに導入されている。沼地、小川、湿地などに生息する。雨季になると川の氾濫により水没した森林へと移動し、乾季には元の水域に戻る。

## 形態
体長は通常10 cm、最大15 cm。雄は背鰭と臀鰭が雌に比べて尖る。口は小さく、上向きである。背鰭は6 - 8棘と7 - 10軟条から、臀鰭は9 - 12棘と30 - 38軟条から成る。側線は湾曲しており、斑点は側線の中央と尾鰭基部に存在する。

## 生態
動物プランクトン、甲殻類、昆虫を捕食する。水中の溶存酸素が少なくなると空気呼吸を行う。雄は泡巣を作り、雌を繁殖に誘う。産卵数は最大800個。産卵後、雄は稚魚が遊泳を始めるまでは卵や稚魚を守る。

## 人間との関係
観賞魚として飼育される。日本にも輸入され、改良品種がブルー、マーブル、ゴールデン、プラチナなどの名前が与えられて流通している。パールグラミーなど、同属のグラミーに比べて雄が繁殖期に排他的になる性質が強く、他の魚との混泳の際には力関係に注意が必要となる。

### 品種

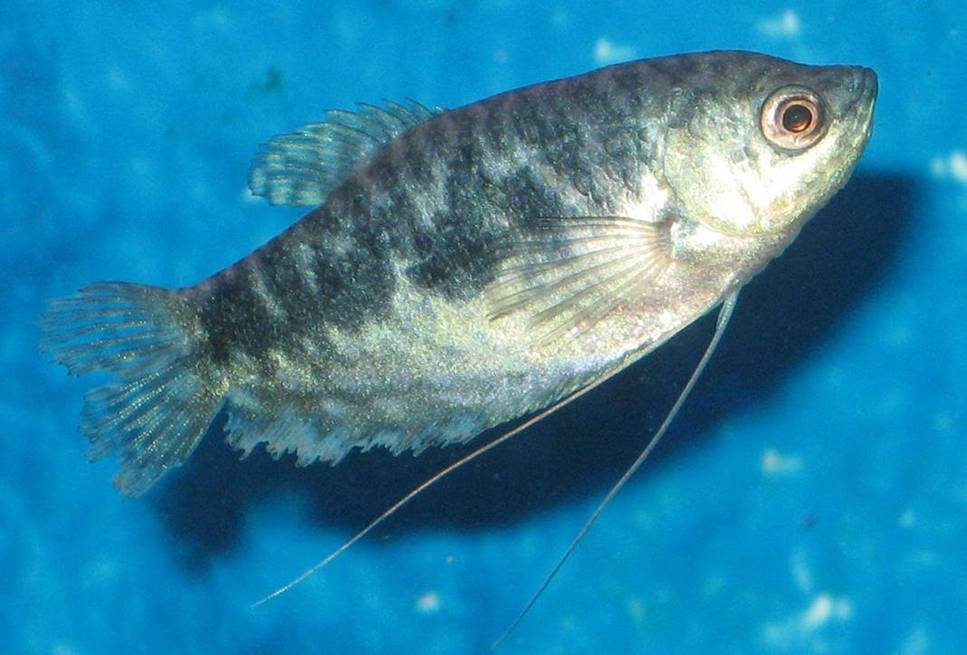
マーブルグラミー
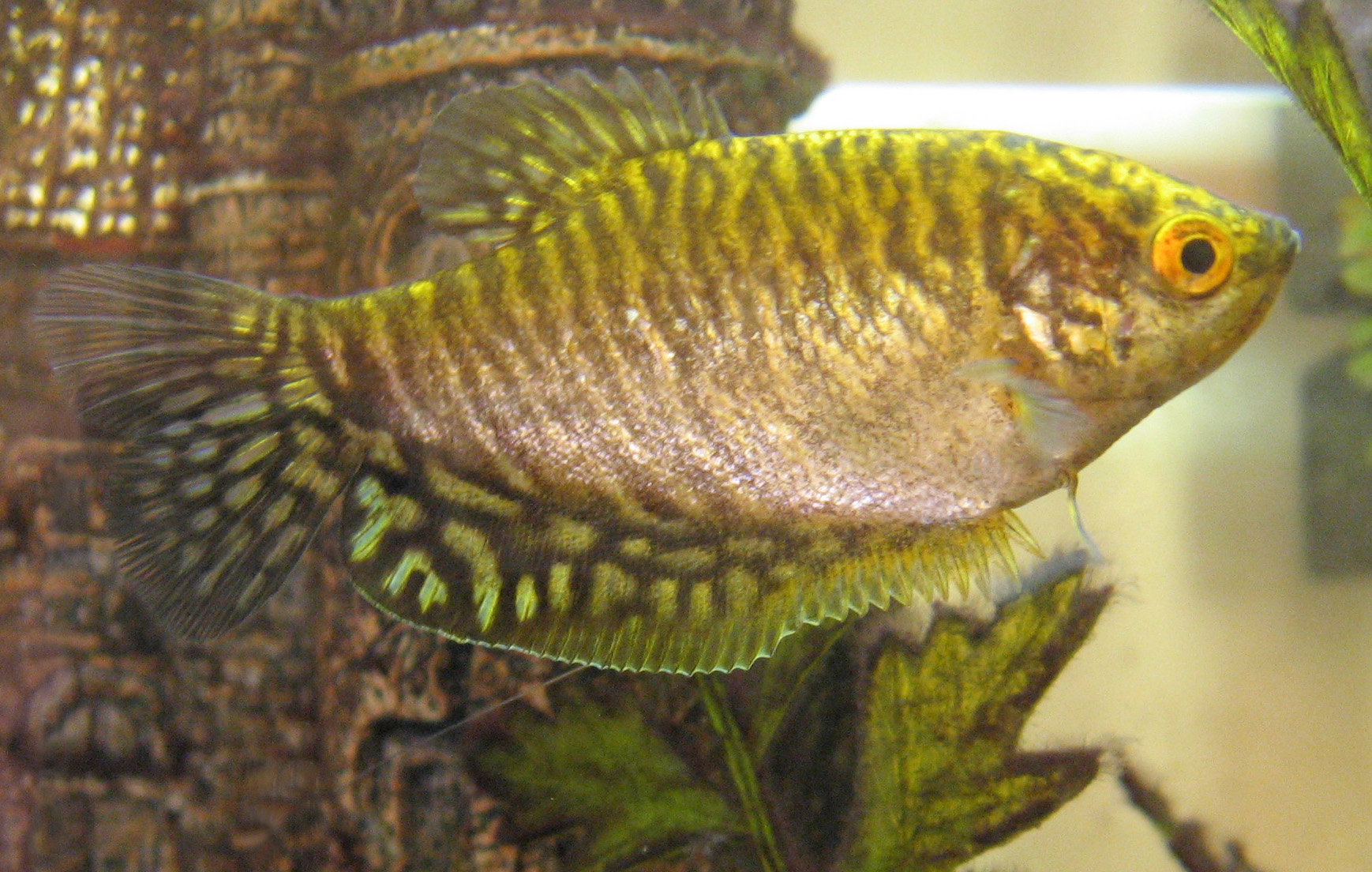
ゴールデングラミー